# Rooney (группа)
Rooney — американская рок-группа родом из Лос-Анджелеса.
Группа названа в честь одного из персонажей фильма «Феррис Бьюллер берёт выходной» — Эда Руни, которого играет Джеффри Джонс.
Их музыкальный стиль — это отголоски той музыки, что звучала последние сорок лет, их часто сравнивают с Beatles, The Cars или Blur. На них оказали влияние The Kinks, Ramones и The Doors.
Группа была на разогреве у таких звезд, как The Strokes, Weezer и Kelly Clarkson. В 2003 году вышел их первый альбом «Rooney». Поначалу альбом не имел особого успеха, ровно до тех пор, пока в 2004 году группа не засветилась в эпизоде популярного сериала «О. С. — Одинокие сердца» «Третий лишний», где ребята исполнили две песни — «Sorry Sorry» и «I’m Shakin». Их песня «Blueside» вошла в саундтрек к гольф-игре Tiger Woods PGA Tour 2004, а «I’m Shakin» прозвучала в эпизоде популярной в Америке дневной мыльной оперы «Все мои дети» (All My Children).
16 ноября 2004 года группа выпустила свой первый DVD «Spit & Sweat». Часовой документальный фильм содержит в себе интервью, отрывки из концертов в Лос-Анджелесе, а также видео на песни «Blueside», «I’m Shakin’» и «If It Were Up to Me».
В конце 2004 года группа вновь вернулась в студию, чтобы записать новую пластинку, продюсером которой стал Тони Хоффер (Tony Hoffer). Выход альбома был запланирован к весне 2005 года.

## Состав группы
- Роберт Шварцман — вокал, гитара
- Тейлор Лок — вокал, гитара
- Нед Брауэр — барабаны, вокал
- Луи Стивенса — клавишные, вокал
- Брэндон Швартцель — бас

## Дискография

### Альбомы
| Год  | Название          | Лейбл                |
| ---- | ----------------- | -------------------- |
| 2003 | Rooney            | Geffen               |
| 2007 | Calling the World | Geffen               |
| 2009 | Wild One (EP)     | Rooney Records       |
| 2010 | Eureka            | California Dreamin'  |
| 2016 | Washed Away       | Beachwood Park Music |

### Синглы
| Год  | Название                          |
| ---- | --------------------------------- |
| 2003 | «Blueside»                        |
| 2004 | «I’m Shakin'»                     |
| 2007 | «When Did Your Heart Go Missing?» |
| 2007 | «I Should’ve Been After You»      |
| 2008 | «Are You Afraid?»                 |
| 2010 | «I Can’t Get Enough»              |
| 2011 | «Holdin' On»                      |

### DVD
- Spit & Sweat (2004)

### Сборники
- «You Got It», из альбома Roy Orbison Celebration (2009)
- «Metal Guru», из альбома Herbie: Fully Loaded Soundtrack (2005)
- «Death on Two Legs», из альбома Killer Queen: A Tribute to Queen (2005)
- «Here Today, Gone Tomorrow», из альбома We're a Happy Family: A Tribute to Ramones (2003)
- «Merry X-Mas Everybody», из альбома The Год They Recalled Santa Claus and The O.C. Mix 3: Have a Very Merry Chrismukkah
- «Sleep Song» в The Chumscrubber
- «I’m Shakin'» в Teachers 4: Top of the Class

### Цифровые релизы
- «When You Walk into the Room»
- «Forever Young»
- Lost Album

## Клипы
| Год  | Название                                | Режиссёр         |
| ---- | --------------------------------------- | ---------------- |
| 2003 | «Blueside»                              | Marcos Siega     |
| 2004 | «I’m Shakin'»                           | John Schwartzman |
| ?    | «If It Were Up to Me»                   | ?                |
| ?    | «Popstars»                              | Marcos Siega     |
| 2007 | "When Did Your Heart Go Missing?        | Benny Boom       |
| 2007 | «Tell Me Soon»                          | Roman Coppola    |
| 2007 | «I Should’ve Been After You»            | Brian Lazzaro    |
| 2008 | «Are You Afraid?»                       | Brian Lazzaro    |
| 2009 | Theme from Iron Man: Armored Adventures | ?                |
| 2010 | «I Can’t Get Enough»                    | Marcus Herring   |
| 2011 | «Holdin' On»                            | Marcus Herring   |